# Млиньчиська
Млиньчиська (пол. Młyńczyska) — село в Польщі, у гміні Луковиця Лімановського повіту Малопольського воєводства.
Населення — 995 осіб (2011).
У 1975—1998 роках село належало до Новосондецького воєводства.

## Географія
У селі бере початок річка Ястшембик.

## Демографія
Демографічна структура станом на 31 березня 2011 року:
|          | Загалом | Допрацездатний вік | Працездатний вік | Постпрацездатний вік |
| -------- | ------- | ------------------ | ---------------- | -------------------- |
| Чоловіки | 500     | 130                | 324              | 46                   |
| Жінки    | 495     | 145                | 264              | 86                   |
| Разом    | 995     | 275                | 588              | 132                  |